# 3640 Gostin
3640 Gostin este un asteroid din centura principală, descoperit pe 11 octombrie 1985 de Carolyn Shoemaker și Eugene Shoemaker.